# Max Bastian
Max Bastian (28 août 1883 à Spandau - 11 mars 1958 à Wilhelmshaven) est un officier de marine allemand. Après une longue carrière navale jusqu'à la Seconde Guerre mondiale, il est nommé président du Reichskriegsgericht (Cour martiale du IIIe Reich) durant celle-ci, dirigeant à ce titre de nombreux procès visant des opposants au régime nazi relevant de la justice militaire.

## Biographie

### Début de carrière
Fils de l'industriel Franz Bastian, Max Bastian fréquente le lycée royal de Spandau. Il s'engage après son abitur comme aspirant dans la marine impériale le 1er avril 1902. Il fait ses classes sur la frégate SMS Moltke avant de rejoindre l'Académie de marine de Kiel. À sa sortie de l'Académie, il est muté le 1er octobre 1904 dans l'escadre d'Extrême-Orient, à bord du croiseur protégé SMS Hansa. Le 29 septembre 1905, il est promu enseigne, et est officier de quart sur la canonnière SMS Luchs à partir d'octobre.
Il retourne en Allemagne l'année suivante, pour rejoindre le cuirassé pré-dreadnought SMS Schwaben le 21 octobre 1906. Il est transféré ensuite le 4 avril 1907 sur le SMS Kaiser Friedrich III, toujours en tant qu'officier de quart, puis sur son sister-ship SMS Kaiser Barbarossa le 1er octobre. Il y est fait Oberleutnant zur See (équivalent d'enseigne de vaisseau). L'année suivante, et jusqu'au 14 septembre 1910, il est officier de compagnie (Kompanieoffizier) à la 1re Abteilung der Schiffsstammdivision. Puis il rejoint le SMS Preußen, toujours comme officier de quart, et ce jusqu'au 30 septembre 1912.
Il prend ensuite un commandement à l'Académie de Kiel, et est promu le 22 mars 1913 Kapitänleutnant (équivalent de lieutenant de vaisseau). Il quitte l'académie le 30 juin 1914, pour rejoindre l'inspection de l'enseignement naval.

### Première Guerre mondiale
Au début de la guerre, Bastian est transféré en tant qu'officier de quart sur le petit croiseur SMS Amazone. Le 23 octobre 1914, il est fait lieutenant de pavillon, et officie en tant qu'officier d'état-major de la marine dans divers états-majors de la Baltique. Il joue notamment un rôle clef dans la planification de l'opération Albion (octobre 1917), visant l'invasion des îles fermant le golfe de Riga, et à l'entrée du golfe de Finlande.

### République de Weimar
Après la défaite, Bastian est officier de liaison naval auprès de la garde-frontière de Prusse orientale, puis travaille aux archives navales, avant de rejoindre la nouvelle Reichsmarine. Deuxième officier d'état-major auprès du commandant de la flotte de la Baltique durant six mois, il quitte son poste pour rejoindre celui de chef de service à la direction navale à Berlin ; il est promu le 29 juin 1920 capitaine de corvette. Retransféré aux archives du 15 juin 1923 au 31 mars 1924, coupée par une affectation de deux mois sur le cuirassé SMS Elsaß, il prend un poste d'officier de navigation sur le SMS Braunschweig. Le 4 janvier 1926, il est nommé premier officier d'état-major auprès du commandement de la Reichsmarine, et promu capitaine de frégate le 1er avril.
Le 1er octobre 1928, il obtient son premier commandement, le cuirassé pré-dreadnought SMS Schlesien, qu'il tient pendant un an. Deux mois après le début de son commandement, il est fait capitaine de vaisseau (Kapitän zur See). Après la fin de son commandement, il est fait, fin septembre 1932, chef de la division des finances de la Reichsmarine au ministère de la Défense du Reich ; le 1er octobre 1932, il est commandant des cuirassés. Il fait de son ancien commandement, le Schlesien, son navire amiral ; il recommandera bientôt son commandant, le Kapitän zur See Wilhelm Canaris, comme potentiel chef de l'Abwehr, le renseignement militaire allemand.

### Troisième Reich
Bastian est promu contre-amiral le 1er septembre 1933. Quittant son commandement un an plus tard, il devient Second Amiral de la Baltique, adjoint du commandant de la flotte de la Baltique Conrad Albrecht. Du 1er octobre 1935 au 3 avril 1938, il est chef du bureau général de la Reichsmarine auprès du commandant en chef de celle-ci ; il est promu vice-amiral le 1er décembre 1935, puis amiral le 1er avril 1938. Il est détaché ensuite auprès de l'Oberkommando der Wehrmacht jusqu'au 30 septembre 1938, date à laquelle il devient président du tribunal du Reich chargé de l'approvisionnement et du bien-être de la Wehrmacht (Reichsfürsorge- und Versorgungsgerichts der Wehrmacht).

#### Seconde Guerre mondiale
Le 12 septembre 1939, Bastian est fait président du Reichskriegsgericht (Cour martiale du IIIe Reich), basé à Berlin puis Torgau. À ce titre, il lance des enquêtes ou confirme les peines de nombreux procès, qui visent aussi bien les opposants du Reich allemands (comme l'objecteur de conscience Franz Jägerstätter ou le juriste Hans von Dohnányi) que ceux des autres pays (comme les membres du réseau de renseignement français Alliance, pour lesquels la Cour tient trois procès à Fribourg-en-Brisgau). Des 1 189 condamnations à mort prononcées durant les procès dirigés par le Reichkriegsgericht durant la Seconde Guerre mondiale, 1 049 seront exécutées.
Malade, Bastian se fait remplacer par le général Paul von Hase entre 1943 et 1944. Le 31 octobre 1944, il est mis à la disposition du commandant en chef de la Reichsmarine, et remplacé par le général Hans-Karl von Scheele ; Bastian est mis à la retraite le 30 novembre.
Arrêté le 21 août 1946 par les forces britanniques, il est remis aux forces d'occupation françaises le 2 février 1947 à Rastatt, pour être inculpé de crimes de guerre. Il est incarcéré jusqu'au 17 avril 1948, notamment à la prison de Wittlich. Il prend la défense des anciens membres de sa Cour martiale, en envoyant au procureur général de Rastatt un mémoire de vingt-sept pages pour en expliquer le fonctionnement. Bastian ne passe pas en procès et est libéré.

### Fin de vie
Bastian s'occupe après sa libération d'associations d'anciens combattants. À sa mort, la Deutsche Marine lui rend les honneurs militaires lors des obsèques.

## Vie privée
Max Bastian a eu un fils, Helmut, né le 17 novembre 1916. Celui-ci fait comme son père carrière dans la marine.

## Récompenses
- Croix de fer (1914, 1re et 2e classes)[9]
- Chevalier de l'Ordre de Hohenzollern[9]
- Croix du Service prussien[9]
- Croix hanséatique (Hambourg, Brême et Lübeck)[9]
- Croix du Mérite militaire mecklembourgeois (2e classe)[9]
- Croix d'honneur pour les combattants[10]

- Croix du Mérite de guerre avec glaives (chevalier, 1re et 2e classes)[10]